# Sekiryo Kaneda
Sekiryo Kaneda (金田 積良, Kaneda Sekiryō, 1883 – 1949), posteriormente chamado de Sekiryo Yamauchi (山内 積良, Yamauchi Sekiryō), foi um empresário japonês que atuou como segundo presidente da Nintendo de 1929 até 1949. Ele foi casado com Tei Yamauchi, filha do primeiro presidente Fusajiro Yamauchi, tendo recebido permissão para assumir o sobrenome Yamauchi.